# Социология еды
Социология еды — значимое современное отраслевое направление в социологии, предмет исследования которого состоит в исследовании питания как социальной системы. Ее задачи — показать социальную, культурно историческую и экономическую обусловленность процессов питания; раскрыть характер социализации и социального расслоения в процессе потребления еды, исследовать формирование идентичности человека и социальных групп посредством наборов и практик питания.

## Направления социальных исследований питания
Социология формировала свой теоретический подход к исследованию питания, который имеет три основных направления социологических исследований питания:
- Функционализм объясняет, что питание не просто обеспечивает жизнедеятельность людей, а является важнейшим социальным институтом, обеспечивая социализацию индивида в группе; питание социально нормировано и формирует границы социальных классов.
- Структурализм раскрывает, что процесс питания и продукты наполняются смыслами и значениями; еда представляет собой систему социальной коммуникации; питание маркирует типические социальные ситуации.
- Материализм связывает питание и производство в единую социально-экономическую систему, показывает, как формируется современная индустриальная система питания, основанная на глобальном разделении труда и мировой торговле.